# 제1해병사단 (미국)
제1해병사단(1st Marine Divison)은 캠프 펜들턴에 본부를 둔 미국 해병대의 사단이다.

## 역사

### 한국 전쟁
한국 전쟁 당시 인천 상륙 작전(1950. 9. 15∼16), 서울 탈환작전(1950. 9. 19∼28) 이후 동부전선을 담당하는 에드워드 M. 알몬드 중장의 제10(X)군단에 예속되어 서부전선 부대와 접촉을 유지하려고 장진호 북방으로 진출하였다. 장진호 전투 당시 제1해병사단은 3개의 해병보병연대 (제1, 5, 7 해병연대)와 1개의 해병포병연대(제11해병연대)로 구성되어 있었다. 각 연대의 규모는 대략 3,200명 규모였으며 총 12,000명의 사단 병력은 현역과 미국 각지에서 차출된 동원예비역으로 장진호 전투의 최전선을 담당하였다. 한국 전쟁이 끝난 후, 1955년 3월 미국으로 철수하였다.

#### 장진호 전투 당시 지휘관
- 사단장: 올리버 스미스 소장
  - 부사단장 에드워드 크레그 준장
    - 제1해병연대장: 루이스 B. 폴러(Lewis B. Puller) 대령
      - 1대대장: 도날드 슈먹 중령
      - 2대대장: 앨런 슈터 중령
      - 3대대장: 토마스 리쥐 중령

    - 제5해병연대장: 레이몬드 머레이(Raymond Murray) 대령
      - 1대대장: 존 스티븐스 중령
      - 2대대장: 해롤드 루이스 중령
      - 3대대장: 로버트 태플럿 중령

    - 제7해병연대장: 호머 리첸버그 (Homer Litzenberg)대령
      - 부연대장: 프레데릭 다우세트 (Frederick Dowsett) 중령
      - 1대대장: 레이몬드 데이비스 중령
      - 2대대장: 랜돌프 록우드 중령
      - 3대대장: 윌리엄 해리스 중령 † (장진호 전투 중 전사하였다. 장진호 전투기간 동안 근접항공지원(CAS)을 담당하던 제1해병항공단 피일드 해리스 소장의 아들이다)

참고로 완편된 연대 병력은 3,500명, 대대는 1,000명 정도의 규모이다.

## 부대 구조

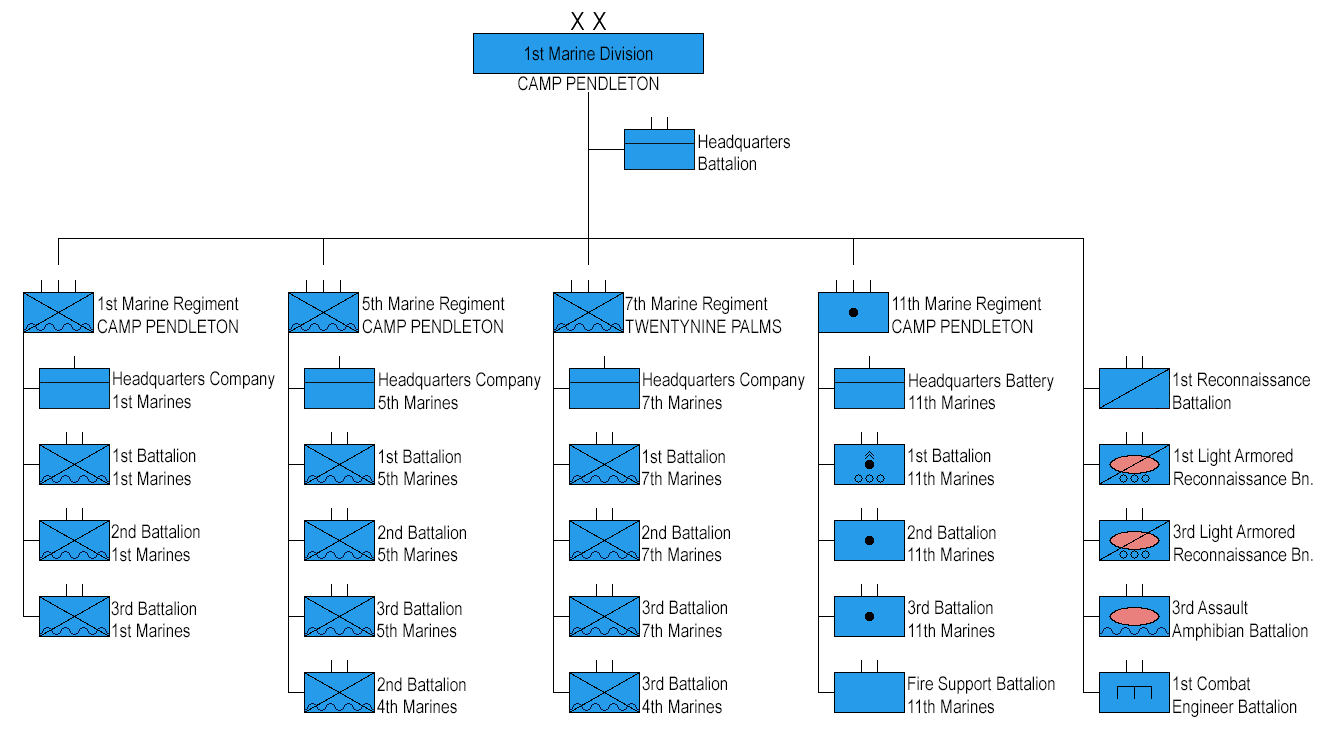
제1해병사단의 구조

- 사단 사령부
  - 본부대대
  -  제1전차대대
  -  제1경기갑수색대대
  -  제3경기갑수색대대
  -  제1수색대대
  -  제1전투공병대대
  -  제3상륙돌격장갑차대대
  -  제1해병연대
    - 본부중대
    -  제1해병연대, 1대대 (1/1)
    -  제1해병연대, 2대대 (2/1)
    -  제1해병연대, 3대대 (3/1)
    -  제4해병연대, 1대대 (1/4)

  -  제5해병연대
    - 본부중대
    -  제5해병연대, 1대대 (1/5)
    -  제5해병연대, 2대대 (2/5)
    -  제5해병연대, 3대대 (3/5)
    -  제4해병연대, 2대대 (2/4)

  -  제7해병연대
    - 본부중대
    -  제7해병연대, 1대대 (1/7)
    -  제7해병연대, 2대대 (2/7)
    -  제7해병연대, 3대대 (3/7)
    -  제4해병연대, 3대대 (3/4); 2014년 5월, 해체

  -  제11해병연대 (포병)
    - 본부포대
    -  제11해병연대, 1대대 (1/11)
    -  제11해병연대, 2대대 (2/11)
    -  제11해병연대, 3대대 (3/11)
    -  제11해병연대, 5대대 (5/11)

## 같이 보기
- 퍼시픽 (TV 미니시리즈)